# Éruption du mont Tarawera en 1886
L'éruption du mont Tarawera en 1886 est une éruption volcanique qui s'est produite à compter du 10 juin 1886 sur le mont Tarawera, un volcan de l'Île du Nord, en Nouvelle-Zélande. Elle fit entre 108 et 153 morts.